# Naqada I

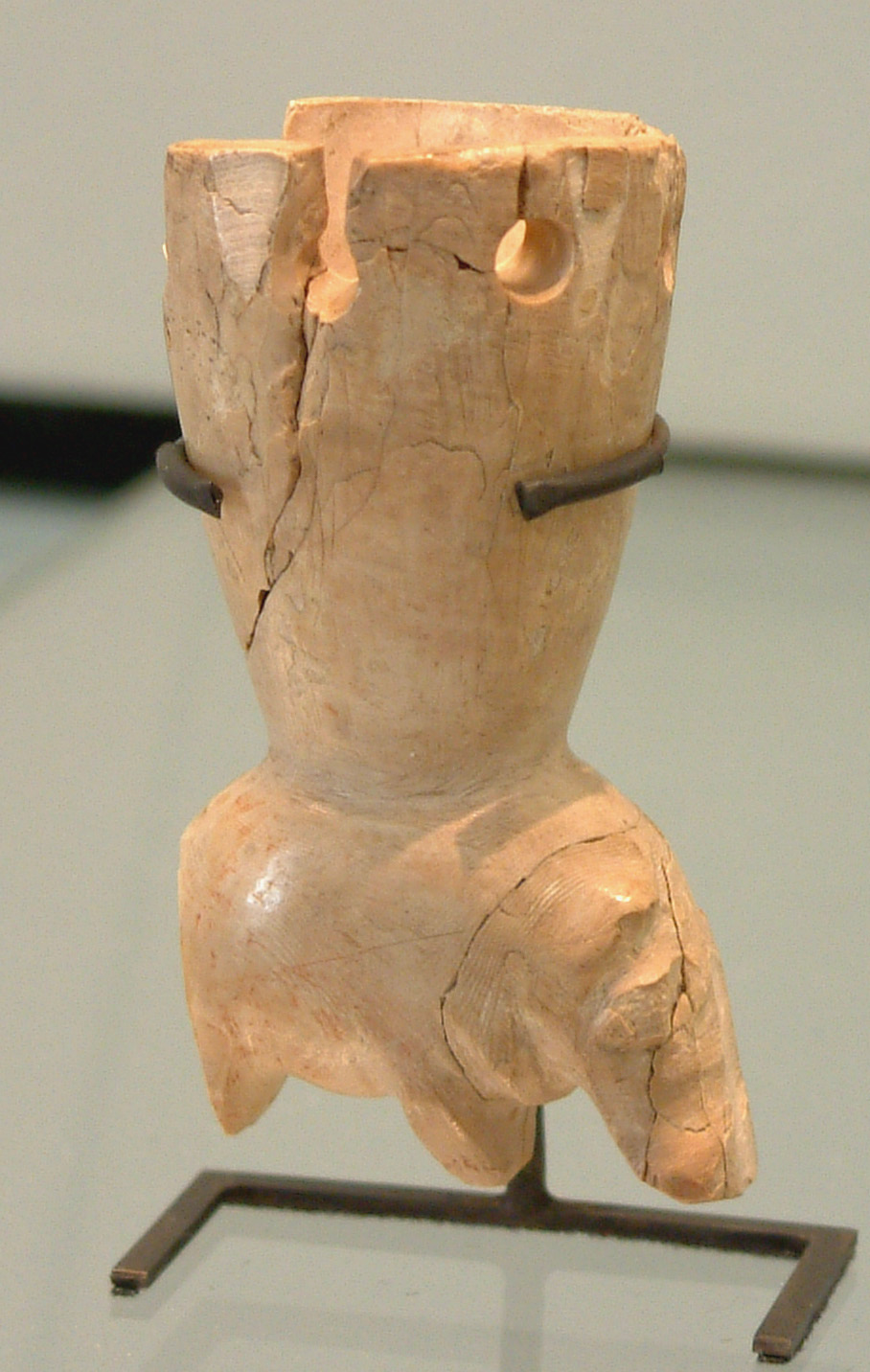
Hipopòtam del període Naqada I, Museu del Louvre

Naqada I o amratià fou un període cultural predinàstic egipci, anomenat en conjunt amratià, que es va estendre de Matmar al nord fins a Wadi Kubbaniya al sud. El nom li fou donat per Kaiser el 1957, per reforçar la continuïtat amb els períodes següents (Naqada II i Naqada III). Naqada es deia en antic egipci Nubt ('Daurada'), i políticament fou una de les ciutats, però cadascuna de les existents formava un nucli independent. L'amratià fou un període cultural predinàstic egipci, que ve del llogaret d'Al-Amrah, proper a Abidos. Els jaciments trobats són tots de l'Alt Egipte i no n'hi ha cap del Baix Egipte (delta del Nil).
Vers el 4000 aC, el badarià va donar pas a l'amratià, després anomenat Naqada I. El canvi es caracteritza per l'estratificació social, artesania millorada i noves formes artístiques, i es va estendre més al sud. Les tombes es van fer més grans junt amb altres de petites i pobres; els establiments foren permanents. La pedra era millor treballada i eren freqüents les bifacials; apareixerien també elements decoratius; s'han trobat figuretes de ceràmica i d'ivori. A la ceràmica, va continuar la pintura en vermell, però amb dibuixos lineals o geomètrics; és també d'aquesta època l'aparició de culleres, pintes i agulles, però res en metall. D'aquest període, només s'ha trobat metall a El Hammamiya i Khattara. A Hierakonpolis, es va trobar un forn i una estructura rectangular, que sembla indicar edificis permanents i ben fets més que una barraca, per a població sedentària.
Les tombes van esdevenir forats ovals amb el difunt enterrat en posició contreta, el cap orientat al sud i mirant a l'esquerra. Sota el cos hi ha sovint una estora, i sota el cap una tela o una pell.
La formació d'entitats polítiques va començar a Naqada I. Naqada i altres ciutats van evolucionar cap a poders locals que foren els primers organitzats d'Egipte. Potser la necessitat de col·laboració en l'explotació agrícola i la importació de materials va fer necessària l'aparició de caps. Es creu que una evolució similar es va donar per la mateixa època en la cultura de Maadi, a la zona del Delta.
Per les seves característiques, es divideix en els estadis de Naqada Ia, Naqada Ib, Naqada Ic, i fins i tot (més discutible) una Naqada Id, que alguns situen en realitat dins del període Naqada IIa. Els períodes Ia, Ib, i Ic incrementen progressivament l'estratificació social, però des de la Ic s'atura.
L'alimentació era a base de peix i animals com gaseles; es menjaven cereals com civada, un tipus de moresc, pèsols i d'altres.
S'han detectat importacions de Síria, Palestina, Núbia i Mesopotàmia; hi apareix, fins i tot, lapislàtzuli de l'Afganistan.
Persones i animals apareixen enterrats junts a Mahasna, Abadiya, Al-Amra, Gebelein i Hierakonpolis; a Al-Amra, alguns enterraments estan acompanyats de cornamentes. Als cementiris, s'aprecia una diferència social en els enterraments. S'han trobat molts cementiris: al N i al B, hi ha no menys de 112 tombes. Al final del període, l'estratificació social s'aprecia al cementiri T, que sembla correspondre a l'elit, amb poques però riques tombes; a Abadiya, es va trobar una tomba (B101) amb força ceràmica amb la pintura d'un antílop, sis boles d'argila blanquejada (una de guarnida amb ziga-zagues), un model d'hipopòtam, polseres i tres dents de marfil de l'hipopòtam.
Entre els llogarets excavats, hi ha el d'Hemmamiya, que és típic, amb 9 estructures circulars enfonsades en part a terra, amb restes d'haver estat una llar i altres àrees d'emmagatzematge.
Hierakonpolis (Nekhen) apareix també en el període de Naqada I, però fou més important en els períodes següents, i es creu que estava ben situada pel comerç amb Núbia i propera al desert Oriental.
Abidos, que serà important en el període Naqada III, conserva un cementiri del període Naqada I amb signes d'estratificació social.
La tomba U-502, del final del període, és d'un infant prematur amb molta ceràmica i vuit figures femenines i tres de masculines, cosa que es lliga amb l'establiment del sistema hereditari.
El primer jaciment fou el de Naqada i, per això, el període és més conegut com a Naqada I (estadis a, b, c i d). De fet, el terme amratià correspon a la cronologia establerta per l'egiptòleg britànic William Flinders Petrie, que va explorar Naqada el 1894, mentre que el terme Naqada I correspon a la cronologia establerta per Werner Kaiser el 1957, que s'usa actualment i que ha estat adaptada per autors posteriors.
L'amratià segueix la tradició de la cultura badariana (o Badarià); igual com aquest, va ser continuador del Tasià.
En aquest període, els egipcis vivien de la caça i la pesca, i encara no estaven prou condicionats els camps de cultiu. La caça de l'hipopòtam va agafar més tard un significat religiós que potser derivi del període amratià.
Foren molt utilitzades les paletes per a triturar la pasta, i en aquestes paletes apareixen els primers signes jeroglífics que es devien originar en aquest període. El material emprat fou molt sovint el sílex, amb ganivets de retocs múltiples. També s'han trobat objectes d'obsidiana, que, per no existir a Egipte, van haver de ser importats. Les estàtues representen homes barbuts amb estoig fàl·lic, model relacionat amb els libis.
Els jaciments principals són Naqada, Ballas, Huh, Abidos, Mahasna, i Hemamiyeh, tots vers l'Egipte mitjà i part de l'alt Egipte.